# 村上町 (名古屋市)
村上町（むらかみちょう）は、愛知県名古屋市瑞穂区の地名。現行行政地名は村上町1丁目から村上町4丁目。住居表示未実施。

## 地理
名古屋市瑞穂区中央部に位置する。東から北は大殿町、西は汐路町、南は萩山町に接する。

## 歴史

### 町名の由来
瑞穂町の旧字村上による。当地は1666年（寛文6年）に尾張藩士の村上治兵衛の手による村上新田が所在していたことに由来する。

### 沿革
- 1931年（昭和6年）1月1日 - 南区瑞穂町および弥富町の各一部により、同区村上町として成立する[1]。
- 1937年（昭和12年）10月1日 - 昭和区編入に伴い、同区村上町となる[1]。
- 1944年（昭和19年）2月11日 - 瑞穂区編入に伴い、同区村上町となる[1]。

## 世帯数と人口
2019年（平成31年）3月1日現在の世帯数と人口は以下の通りである。
| 町丁   | 世帯数  | 人口  |
| ------ | ------- | ----- |
| 村上町 | 183世帯 | 442人 |

### 人口の変遷
国勢調査による人口の推移
| 2000年（平成12年） | 361人 | [ WEB 6 ] |  |
| 2005年（平成17年） | 411人 | [ WEB 7 ] |  |
| 2010年（平成22年） | 436人 | [ WEB 8 ] |  |
| 2015年（平成27年） | 454人 | [ WEB 9 ] |  |

## 学区
市立小・中学校に通う場合、学校等は以下の通りとなる。また、公立高等学校に通う場合の学区は以下の通りとなる。
| 番・番地等 | 小学校               | 中学校               | 高等学校 |
| ---------- | -------------------- | -------------------- | -------- |
| 全域       | 名古屋市立汐路小学校 | 名古屋市立汐路中学校 | 尾張学区 |

## 施設
- 村上おどり山古墳[3]
- 村上神社[3]

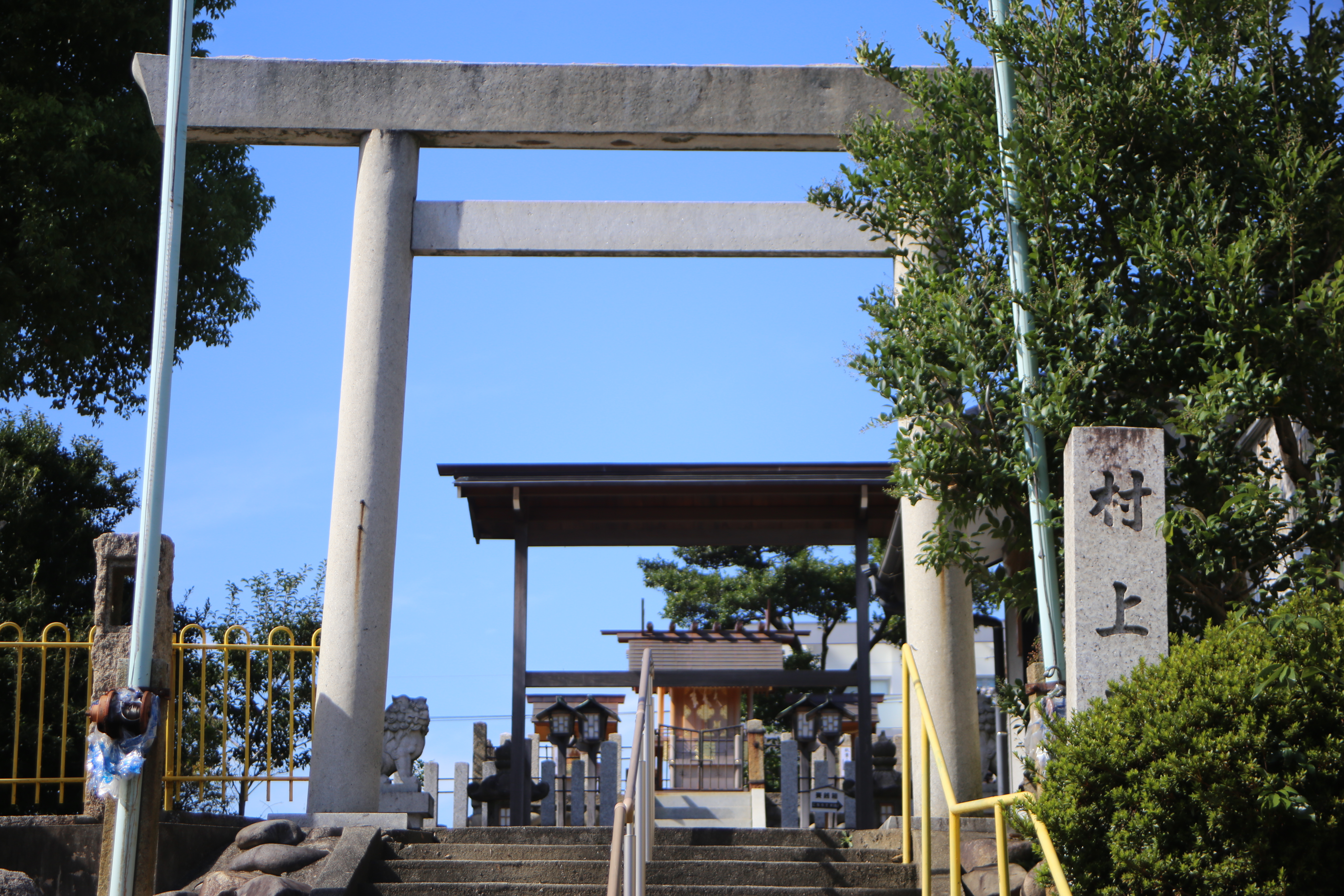
村上神社

## その他

### 日本郵便
- 郵便番号 : 467-0008[WEB 3]（集配局：瑞穂郵便局[WEB 12]）。

### WEB
1. 1 2  “愛知県名古屋市瑞穂区の町丁・字一覧”.   人口統計ラボ. 2017年10月7日閲覧。
2. 1 2  “町・丁目(大字)別、年齢(10歳階級)別公簿人口(全市・区別)”.   名古屋市 (2019年3月20日). 2019年3月21日閲覧。
3. 1 2  “郵便番号”.  日本郵便. 2019年3月17日閲覧。
4. ↑  “市外局番の一覧”.   総務省. 2019年1月6日閲覧。
5. ↑  名古屋市役所市民経済局地域振興部住民課町名表示係 (2015年10月21日). “瑞穂区の町名一覧”.   名古屋市. 2017年10月7日閲覧。
6. ↑  名古屋市役所総務局企画部統計課統計係 (2005年7月1日). “（刊行物）名古屋の町(大字)・丁目別人口 (平成12年国勢調査) 瑞穂区” (XLS). 2017年10月8日閲覧。
7. ↑  名古屋市役所総務局企画部統計課統計係 (2007年6月29日). “平成17年国勢調査　名古屋の町(大字)別・年齢別人口 瑞穂区” (XLS). 2017年10月8日閲覧。
8. ↑  名古屋市役所総務局企画部統計課統計係 (2012年6月29日). “平成22年国勢調査　名古屋の町(大字)別・年齢別人口 瑞穂区” (XLS). 2017年10月8日閲覧。
9. ↑  名古屋市役所総務局企画部統計課統計係 (2017年7月7日). “平成27年国勢調査　名古屋の町(大字)別・年齢別人口” (XLS). 2017年10月8日閲覧。
10. ↑  “市立小・中学校の通学区域一覧”.   名古屋市 (2018年11月10日). 2019年1月14日閲覧。
11. ↑  “平成29年度以降の愛知県公立高等学校（全日制課程）入学者選抜における通学区域並びに群及びグループ分け案について”.   愛知県教育委員会 (2015年2月16日). 2019年1月14日閲覧。
12. ↑  “郵便番号簿 平成29年度版” (PDF).   日本郵便. 2019年3月21日閲覧。

### 書籍
1. 1 2 3 4  名古屋市計画局 1992, p. 803.
2. 1 2  「角川日本地名大辞典」編纂委員会 1989, p. 1522.
3. 1 2 3 4  名古屋市計画局 1992, p. 402.